# Kiki Olsen
Berit Ester Margareta Gran, född Olsen 2 december 1947 i Brännkyrka församling i Stockholm, är en svensk serieskapare och konstnär. Hon har varit verksam under namnen Kiki Olsen och senare Kiki Grahn.
Olsen, som avlagt studentexamen på Viggbyholmsskolan, var i slutet av 1960-talet verksam som tecknare i den svenska upplagan av serietidningen Dennis. Hon skapade även barnserien Peo, vilken först publicerades i Dennis och 1970 blev en egen serietidning utgiven av förlaget Formatic Press, senare Peos Förlag. Under en period i början av 1970-talet publicerades serien även i tidningen Expressen. Serietidningen Peo lades ned 1981. Hon är numera verksam som konstnär i Skåne.
Kiki Olsen är dotter till en litograf och var gift med Göran Valentin Gran (1941–1995) från 1973 till dennes död.